# ヤスカ・ラーチカイネン
ヤスカ・W・ラーチカイネン (Jaska W. Raatikainen、本名：ヤスカ・イルマリ・ラーティカイネン (Jaska Ilmari Raatikainen)、1979年7月18日 - )は、フィンランドのヘヴィメタルミュージシャン (ドラマー)。メロディックデスメタルバンド、チルドレン・オブ・ボドムの元ドラマーとして著名。

## 略歴
フィンランド南東の都市、ラッペーンランタで生まれる。その後、エスポーに移っている。最初に始めた楽器はピアノで、9歳の頃からフレンチホルンを演奏するようになった。この頃、後にチルドレン・オブ・ボドムでともに活動するアレクザンダー・クオファラに出会っている。12歳でドラムスを演奏するようになった。
そして、12歳か13歳の頃に学校でアレキシ・ライホと出会う。アレキシとはその後、コピーバンドを結成し活動を始める。当時は、ガンズ・アンド・ローゼズなどのメタル系バンドの曲を主に演奏していた。それから2年ほど後に、オリジナル曲を書き始める。1993年に、アレキシらとインアースド (Inearthed)を結成。1994年には、1stデモ『Ubiquitous Absence of Remission』をリリースしているが、同デモではキーボードも担当していた。インアースドは、後にチルドレン・オブ・ボドム（Children Of Bodom）へバンド名を改名し、デビューする。同バンドでは、ドラマーを務め、現在に至っている。 チルドレン・オブ・ボドムでの活動は、同バンドの項を参照。2019年12月15日のヘルシンキでのライブを最後にヘンカ・ブラックスミス、ヤンネ・ウィルマンと共にバンドを脱退した。脱退する3名は、第一線を退き、生活の方向性を変えるとのことである。
チルドレン・オブ・ボドムの2ndアルバム、『Hatebreeder』のレコーディング後、シンバルをセイビアン、ドラムをソナーとエンドーズ契約した。その後、ソナーとのエンドーズ契約は失効し、別のドラムを使っていた。2003年に、パールと新たにエンドーズ契約を行っている。また、ドラムスティックはプロマークのcustom Millennium IIで、ヤスカの名前が刻印されている。
チルドレン・オブ・ボドム以外のバンドでも活動しており、ドラマーを必要とするバンドのヘルプを行うこともある。2000年に、アレキシの参加するシナジーのドラマー、トミー・リルマンが足の怪我でツアーに参加できなくなった際、その代役を務めた。トミーの怪我は、ツアー開始の3日前に起こったことで、ヤスカは3日の間にシナジーの楽曲10曲をマスターする必要があったが、ヤスカはそれをやり遂げ、ツアーも成功を収めた。
また、ヴァーチュオシティ(Virtuocity)とイヴマスター (Evemaster)というスタジオバンドでは、セッションドラマーとしてアルバムに参加している。ヴァーチュオシティでは、1stアルバム『Secret Visions』に参加した。イヴマスターは、バトルローで活動するトミ・ミッカネンが中心のバンドで、2ndアルバム『Wither』と1stアルバムのリレコーディング盤『MMIV Lacrimae Mundi』でヤスカはドラムを演奏している。チルドレン・オブ・ボドムのライブDVD『Chaos Ridden Years - Stockholm Knockout Live』のメンバー写真でヤスカはイヴマスターのバンドロゴが入ったTシャツを着ている。

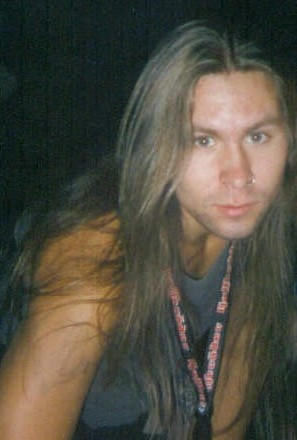
若き日のヤスカ (2002年)

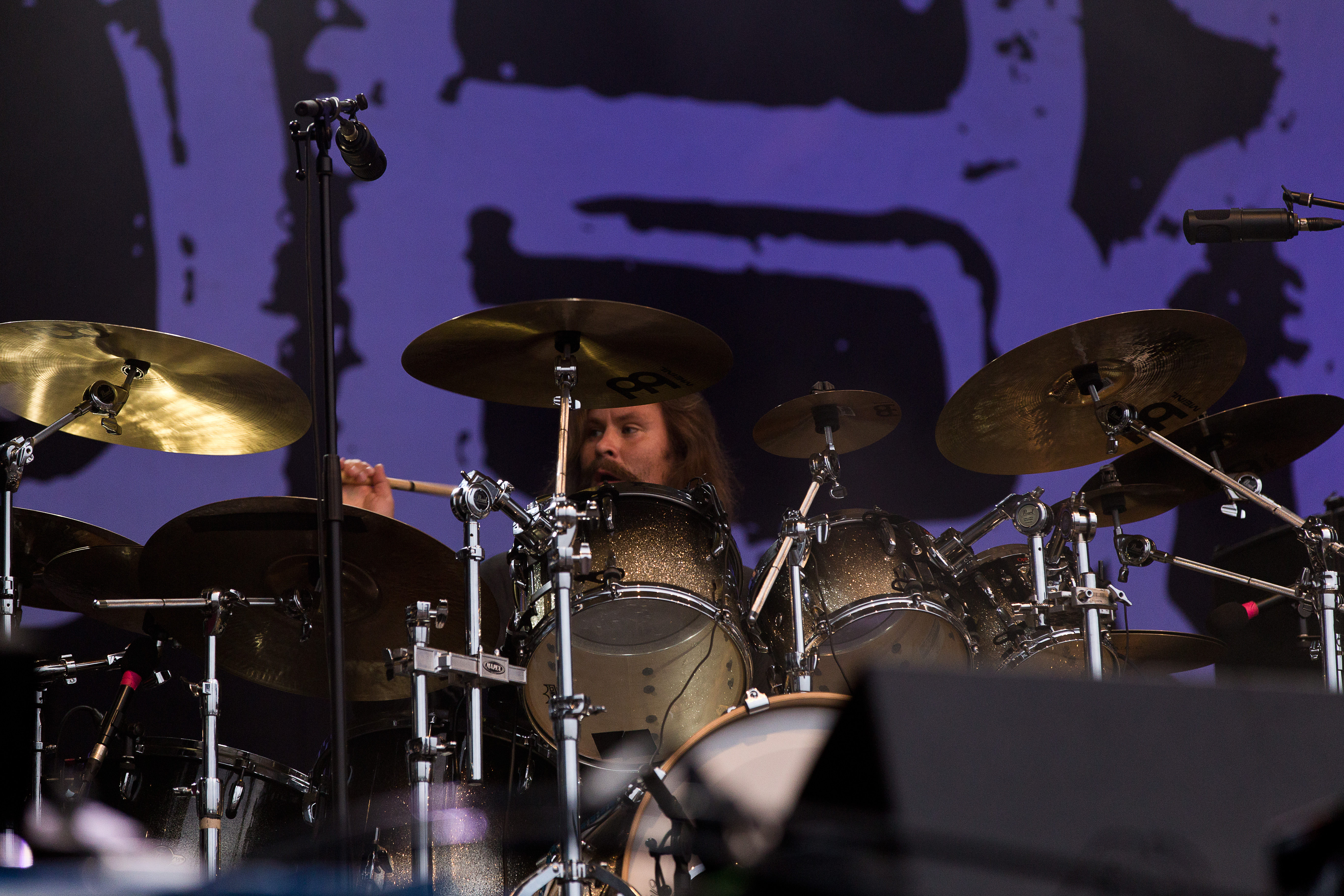
チルドレン・オブ・ボドム - ドイツ公演 (2016年)

2002年には、デスメタルを代表するバンド (プロジェクト)の一つ、デスのチャック・シュルディナーのトリビュートで、ノーサーと2曲のカバーを演奏した。ヤスカはデスのファンでもある。2003年に前述のノーサーのギタリスト、クリスティアン・ランタとサイドプロジェクトとしてパワーメタルバンド、ガスハウス・ガーデン (Gashouse Garden)を結成。同バンドには、ヤスカ、クリスティアンに加えて現ストラトヴァリウスのベーシスト、ラウリ・ポラーも参加していた。しかし、同プロジェクトは2003年にデモを1枚リリースしたのみで、2006年には活動を停止している。
2020年8月、ドゥームメタルバンドのマーキュリー・サークル (Mercury Circle)に加入した。同バンドは、スワロー・ザ・サンで活動するヤーニ・ペウフ (Vo, G, Syn)が中心のバンドで、他にトゥー／ダイ／フォーのユッペ・ステラ (G)、ハンギング・ガーデンのユッシ・ハマライネン (G, Syn、Back Vo)、リュトミハイリオのアンデ・キースキ (B)がメンバーである。
更に、音楽活動以外に俳優活動を行ったこともある。2000年にはフィンランドのソープ・オペラ (Siamin Tyttö)のディレクターに依頼されて、ドラマのスペシャル・パートに出演した。ヤスカが演じたのは、ラウリ (Rauli)というキャラクターで、そのキャラクターが死ぬまでの3つのエピソード出演した。ヤスカによると、俳優業に夢はあるが、現在は俳優として活動する予定はないという。
家族には、ヤスカの他にもミュージシャンがいる。実兄のユッシ・ラーチカイネンは、メロディックデス/パワーメタルバンド、エクセクレイタス (Exsecratus)のドラマーとして活動している。同バンドの、1stアルバム『Tainted Dreams』は日本盤もリリースされている。また、実弟のユリウス・ラーチカイネンは、メロディックデスメタルバンド、カウナ (Kauna)でドラマーとして活動している。つまり、兄弟3人がメロディックデスメタルバンドでドラマーとして活動している。

## ディスコグラフィー

### チルドレン・オブ・ボドム
アルバム
- 1997年　Something Wild
- 1999年　Hatebreeder
- 2000年　Follow The Reaper
- 2003年　Hate Crew Deathroll
- 2005年　Are You Dead Yet?
- 2008年　Blooddrunk
- 2011年　Relentless, Reckless Forever
- 2013年  Halo of Blood

EP
- 2004年　Trashed, Lost & Strungout

ライブ・アルバム
- 1999年　Tokyo Warhearts - Live In Japan 1999
- 2006年　Chaos Ridden Years

ベスト・アルバム
- 2003年　Bestbreeder From 1997 To 2000 (日本国内のみ)
- 2012年　Holiday at Lake Bodom: 15 Years of Wasted Youth

コンピレーション
- 2009年　Skeletons In The Closet

映像作品
- 2006年　Chaos Ridden Years - Stockholm Knockout Live

### その他
- 2002年 Virtuocity - Secret Visions
- 2003年 Evemaster - Wither
- 2005年 Evemaster - MMIV Lacrimae Mundi